# Roth (Herrieden)
Roth ([ʁoːt] ⓘ) ist ein Gemeindeteil der Stadt Herrieden im Landkreis Ansbach (Mittelfranken, Bayern). Roth liegt in der Gemarkung Hohenberg.

## Geografie
Westlich des Dorfes fließt der Ameisengraben und östlich davon der Pointfeldgraben, beides linke Zuflüsse der Altmühl. Im Nordosten liegt das Tieffeld, 0,5 km südwestlich das Lachenfeld. Eine Gemeindeverbindungsstraße führt nach Herrieden zur Staatsstraße 2249 (0,9 km nördlich) bzw. nach Leutenbuch (0,9 km südöstlich), eine weitere führt ebenfalls zur St 2249 (0,8 km nordöstlich).

## Geschichte
Der Ort wurde vermutlich im 10. Jahrhundert gegründet. Dem Ortsnamen nach zu schließen, handelte es sich hierbei um eine Rodungssiedlung.
Im Geographischen statistisch-topographischen Lexikon von Franken (1801) wird der Ort folgendermaßen beschrieben:

„Roth, Eichstättischer Weiler, eine Viertelstunde südöstlich von Herrieden im Altmühlgrunde, unweit dieses Flusses zwischen Herrieden und Leitenbuch gelegen. Das Ober- und Stadtvogteyamt Wahrberg-Herrieden hat nebst 2 Unterthanen die hohe und niedere Obrigkeit, dann den Frevel, das Kollegiatstift zu Herrieden aber die Gemeindherrschaft und den Hirtenstab allda. Es gehören auch zu dem fürstlichen Steueramte dieser Kollegiate 6 Unterthanen daselbst. Ein Hof allda hat den Dienst, Schmalz nach Hof auf Eichstätt hinab zu führen.“

Im Jahre 1806 kam Roth an das Königreich Bayern. Im Rahmen des Gemeindeedikts wurde Roth dem 1808 gebildeten Steuerdistrikt Rauenzell zugeordnet. Es gehörte auch der wenig später gegründeten Ruralgemeinde Rauenzell an. Mit dem Zweiten Gemeindeedikt (1818) wurde Roth in die neu gebildete Ruralgemeinde Hohenberg umgemeindet. Spätestens 1840 trennte sich Roth mit Leutenbuch von Hohenberg und bildete eine eigene Ruralgemeinde. Sie war in Verwaltung und Gerichtsbarkeit dem Landgericht Herrieden zugeordnet und in der Finanzverwaltung dem Rentamt Herrieden (1919 in Finanzamt Herrieden umbenannt, seit 1929 Finanzamt Ansbach). Ab 1862 gehörte Roth zum Bezirksamt Feuchtwangen (1939 in Landkreis Feuchtwangen umbenannt). Die Gerichtsbarkeit blieb beim Landgericht Herrieden (1879 in das Amtsgericht Herrieden umgewandelt), seit 1931 ist das Amtsgericht Ansbach zuständig. Die Gemeinde hatte 1964 eine Gebietsfläche von 3,089 km².
Am 1. Juli 1971 wurde Roth im Zuge der Gebietsreform in Bayern nach Herrieden eingemeindet.

### Bau- und Bodendenkmäler
In Roth gibt es fünf Baudenkmäler:
- Haus Nr. 10: Bildstock, Relief mit Kruzifix über Stele, mit Inschrift, 1934; am Ortsausgang
- Ortskern Roth: Der gerundete Anger, in dessen Mittelpunkt, umgeben von vier Linden, die Ortskapelle St. Barbara von 1702 steht, wird begrenzt von den Giebelseiten der auf den Anger hin orientierten Bauernhäuser. Diese eingeschossigen Wohnhäuser mit teilweise vielgestaltigen Satteldachnebengebäuden gehen im Kern wohl auf das 17. Jahrhundert zurück, erfuhren ihre Ausprägung jedoch im Wesentlichen im 19. Jahrhundert.
- In Roth: Wegkreuz, gusseisernes Kruzifix, zweites Drittel 19. Jahrhundert; am Ortsausgang Richtung Herrieden
- In Roth: zwei Grenzsteine mit Ansbacher und Eichstätter Wappen, erste Hälfte 16. Jahrhundert; bei der Kapelle
- In Roth: katholische Ortskapelle St. Barbara, kleiner massiver Satteldachbau, 1702; mit Ausstattung.
- Tieffeld: Wegkapelle, kleiner massiver Satteldachbau, wohl 18. Jahrhundert; nordöstlich des Ortes

### Einwohnerentwicklung
Gemeinde Roth
| Jahr      | 1840   | 1852   | 1855   | 1861   | 1867   | 1871   | 1875   | 1880   | 1885   | 1890   | 1895   | 1900   | 1905   | 1910   | 1919   | 1925   | 1933   | 1939   | 1946   | 1950   | 1952   | 1961  | 1970   |
| Einwohner | 122    | 135    | 130    | 130    | 116    | 109    | 100    | 107    | 126    | 125    | 122    | 121    | 120    | 110    | 120    | 135    | 141    | 128    | 152    | 172    | 153    | 126   | 131    |
| Häuser    | 22     |        |        |        |        | 22     |        |        | 20     | 23     |        | 21     |        |        |        | 21     |        |        |        | 22     |        | 23    |        |
| Quelle    | [ 13 ] | [ 14 ] | [ 14 ] | [ 15 ] | [ 16 ] | [ 17 ] | [ 18 ] | [ 19 ] | [ 20 ] | [ 21 ] | [ 14 ] | [ 22 ] | [ 14 ] | [ 23 ] | [ 14 ] | [ 24 ] | [ 14 ] | [ 14 ] | [ 14 ] | [ 25 ] | [ 14 ] | [ 8 ] | [ 26 ] |

Ort Roth
| Jahr      | 001818 | 001840 | 001861 | 001871 | 001885 | 001900 | 001925 | 001950 | 001961 | 001970 | 001987 |
| Einwohner | 65     | 55     | 63     | 53     | 66     | 75     | 67     | 90     | 77     | 83     | 85     |
| Häuser    | 15     | 11     |        |        | 10     | 11     | 12     | 12     | 9      |        | 21     |
| Quelle    | [ 27 ] | [ 13 ] | [ 15 ] | [ 17 ] | [ 20 ] | [ 22 ] | [ 24 ] | [ 25 ] | [ 8 ]  | [ 26 ] | [ 1 ]  |

## Religion
Der Ort ist römisch-katholisch geprägt und bis heute nach St. Vitus und Deocar (Herrieden) gepfarrt. Die Einwohner evangelisch-lutherischer Konfession sind nach Christuskirche (Herrieden) gepfarrt.